# Planetar
En astronomía, un planetar puede ser uno de estos dos cuerpos:
- Una enana marrón - un objeto intermedio entre un planeta y una estrella - pero con una formación similar a la de un planeta.
- Una subenana marrón - cuerpos masivos más fríos que las enanas marrones que no orbitan a una estrella.

Han sido propuestas ambas definiciones, pero ninguna ha sido ampliamente adoptada por la comunidad científica astronómica y planetaria. El término es una acrónimo: planet + star (planeta + estrella en inglés).

## Planetares enanas marrones
A diferencia de estrellas enanas marrones, que se forman a partir del colapso de una nube de gas, los planetares son objetos similares a planetas que se forman igual que los planetas, por acreción o colapso del núcleo de un disco de polvo. Ambos, enanas marrones y planetares son objetos similares a planetas de gran tamaño. Los astrónomos se dividen en dos bandos sobre si se debe clasificar a estos objetos similares a planetas como objetos por separado en función de su proceso de formación. Como planetas, habría que referirse a ellos como planetas hipergigantes.[cita requerida]

### Planetares enanas rojas
Hipotéticamente un planeta ultra gigante puede ser consecuencia de la formación planetaria lo suficientemente grande como para convertirse en una enana roja. Tal vez estrellas aún más grandes pueden formarse a partir de discos de gas de protoestrellas de población III.[cita requerida]

## Planetares de planetas sin consolidar
Los objetos de masa planetaria son también llamados a veces planetares ya que una paerte de la comunidad astronómica considera que sólo se deben considerar planetas  a los objetos que orbitan estrellas. Cualquier objeto de masa planetaria que no orbita una estrella no puede, de acuerdo con esta norma, ser llamado planeta. En 2003, el Grupo de Trabajo Extrasolar Planet IAU recomendó que estos objetos serán llamados sub-enana marrón.
Algunos de estos planemos albergan discos de escombros. El planemo 2M1207b se ha descubierto que alberga un disco.